# Pergain-Taillac
Pergain-Taillac é uma comuna francesa na região administrativa de Occitânia, no departamento de Gers. Estende-se por uma área de 19,38 km². Em 2010 a comuna tinha 319 habitantes (densidade: 16,5 hab./km²).

## Atrações e Monumentos
- Igreja de Pergain-Taillac